# Боуверы
Боуверы — русский дворянский род.
Происходят от выехавшего в 1643 году в Россию из Польши Христофора Боувера. Род Боуверов внесён в VI часть Дворянской родословной книги по Смоленской губернии.

## Описание герба
Щит разделён горизонтально на две части, из коих в верхней в голубом поле изображены три серебряные шестиугольные ЗВЕЗДЫ. В нижней части в серебряном поле Рука в Латах, держащая Саблю вверх поднятую.
Щит увенчан обыкновенным Дворянским Шлемом с Дворянскою на нём Короною, на поверхности которой между двух распростёртых орлиных Крыл означены крестообразно два Топора. Намёт на щите голубой подложенный серебром. Щит держат два Воина, у которых в руках по одному Копью, остроконечием вверх поднятому. Герб рода Боуверов внесён в Часть 3 Общего гербовника дворянских родов Российской империи, стр. 88.

## Известные представители
Братья:
- Боувер, Иван Васильевич (1742—1822) — генерал-поручик, тайный советник, сенатор, губернатор Олонецкого наместничества.
- Боувер, Яков Васильевич (род. 1732) — генерал-лейтенант, первый шеф Екатеринбургского мушкетёрского полка.